# Эльфрик Эбингдонский
Э́лфрик (Э́льфрик, др.-англ. Ælfric, англ. Elfric; умер 16 ноября 1005) — архиепископ Кентерберийский в 995—1005 годах. Был аббатом Сент-Олбанс и епископом Рамсбери, а также, вероятно, аббатом Абингдона. После выборов в архиепископы Кентерберийские сохранил епископство Рамсбери до смерти в 1005 году. Эльфрик мог изменить состав кафедрального капитула Кентербери, заменив белое духовенство при соборе монахами. В завещании оставил несколько кораблей отказополучателям, одним из которых был король Этельред II. Почитается как святой Римско-Католической церкви.

## Биография

### Ранние годы
Эльфрик был сыном эрла Кентского и монахом в аббатстве Абингдон в Беркшире (ныне Оксфордшир), где, скорее всего, стал аббатом, хотя некоторые историки с этим не согласны. Хотя в хронике Historia Ecclesie Abbendonensis Эльфрик назван аббатом, в списках аббатов он отсутствует. Непрямым подтверждением того, что он всё-таки занимал эту должность в Абингдоне, служит дар лично Эльфрику во время пребывания в сане архиепископа земли, ранее несправедливо отобранной у Абингдона. После смерти Эльфрика она должна была вернуться аббатству. Около 975 года Эльфрик стал аббатом в Сент-Олбансе.

### Епископ и архиепископ
Между 991 и 993 годами Эльфрик стал епископом Рамсбери, возможно, оставаясь при этом аббатом Сент-Олбанса; через некоторое время главой аббатства стал его брат Леофрик. 21 апреля 995 года он был избран архиепископом Кентерберийским в Эймсбери королём Этельредом и витенагемотом, став преемником на этой кафедре умершего архиепископа Сигерика. Эльфрик оставался епископом Рамсбери и архиепископом Кентерберийским до своей смерти. История о том, что сначала архиепископом был избран его брат, но тот отказался, происходит из-за путаницы в работах Матвея Парижского; историки в целом не считают этот эпизод достоверным.
Назначение Эльфрика в Кентербери вызвало недовольство служителей кафедрального капитула. Капитул послал двух своих членов в Рим вперёд Эльфрика, попытавшись добиться назначения архиепископом одного из этих монахов. Папа Григорий V, однако, не желал подтверждать кандидатуры, не имевшие королевского одобрения, и в 997 году вручил Эльфрику паллий — символ власти архиепископа. Эльфрик также засвидетельствовал чудеса у могилы Эдуарда Мученика в аббатстве Шафтсбери, что поспособствовало канонизации последнего.

### Смерть и наследие
Эльфрик скончался 16 ноября 1005 года и был похоронен в аббатстве Абингдон; позже мощи были перенесены в Кентерберийский собор. Сохранилось его завещание: он оставил несколько кораблей людям Уилтшира и Кента, а лучший — на 60 человек — королю Этельреду. Составленное в конце X века жизнеописание Дунстана было посвящено Эльфрику. Почитается как святой; день памяти — 16 ноября.